# Siegessäule (Schwerin)

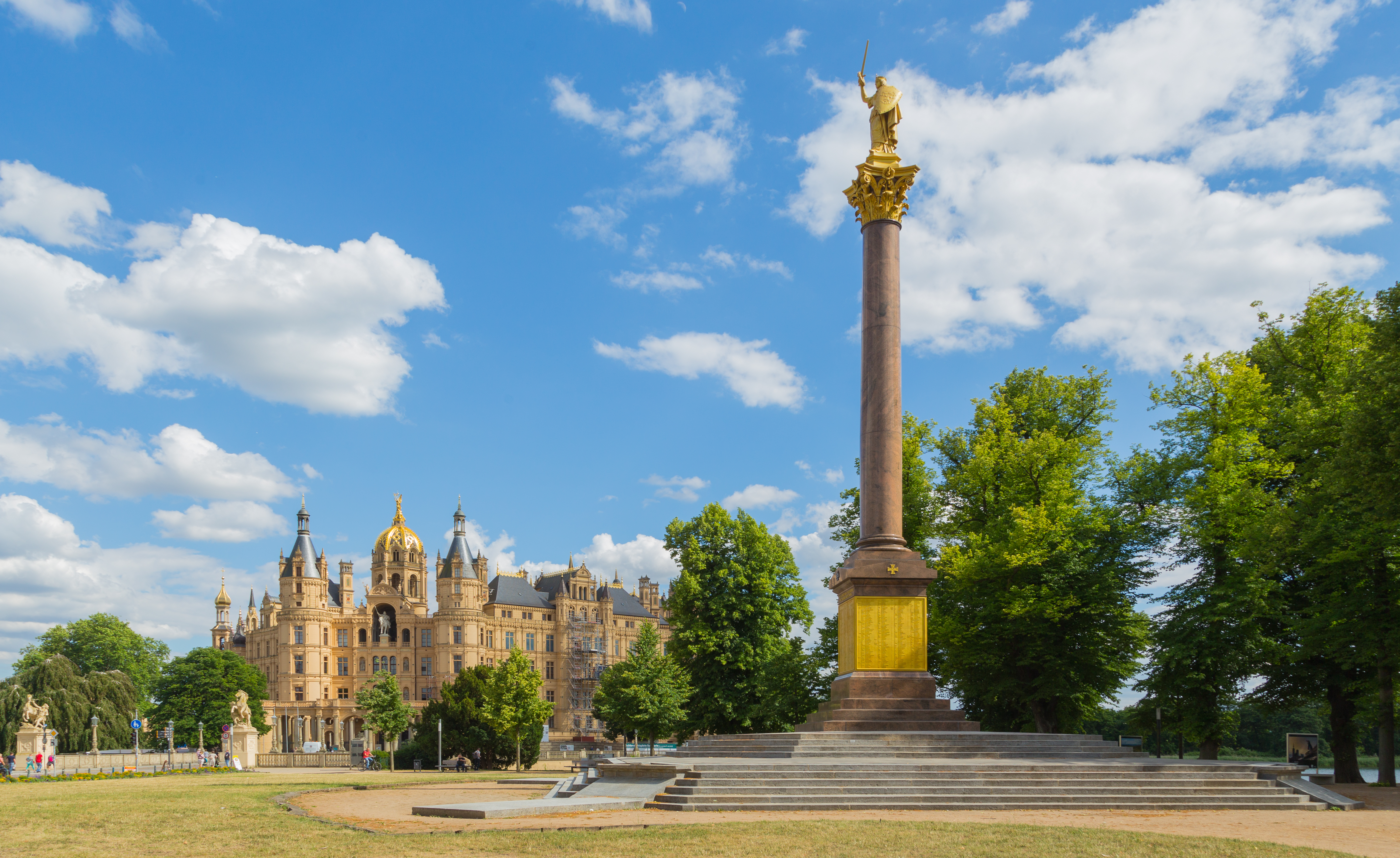
Siegessäule in Schwerin

Die Siegessäule auf dem Alten Garten in Schwerin (Schloßstraße und Graf-Schack-Allee) ist ein „Denkmal für die im Kriege 1870/71 gebliebenen Mecklenburger“. Auf der Säule steht die allegorische Figur Megalopolis, die das Land Mecklenburg personifiziert. Die Anlage ist ein bedeutendes Geschichtsdenkmal des Landes Mecklenburg-Vorpommern und steht als solches unter Denkmalschutz.

## Geschichte

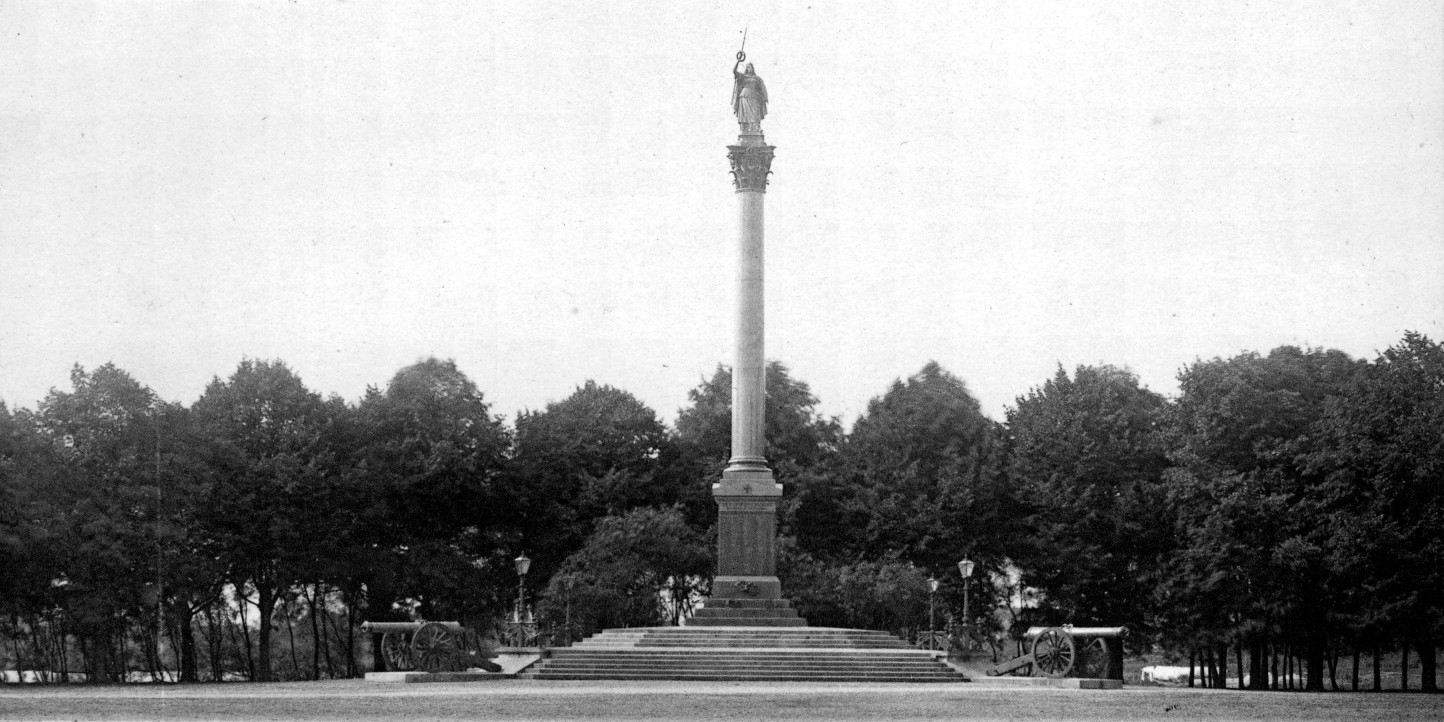
Ansicht um 1890

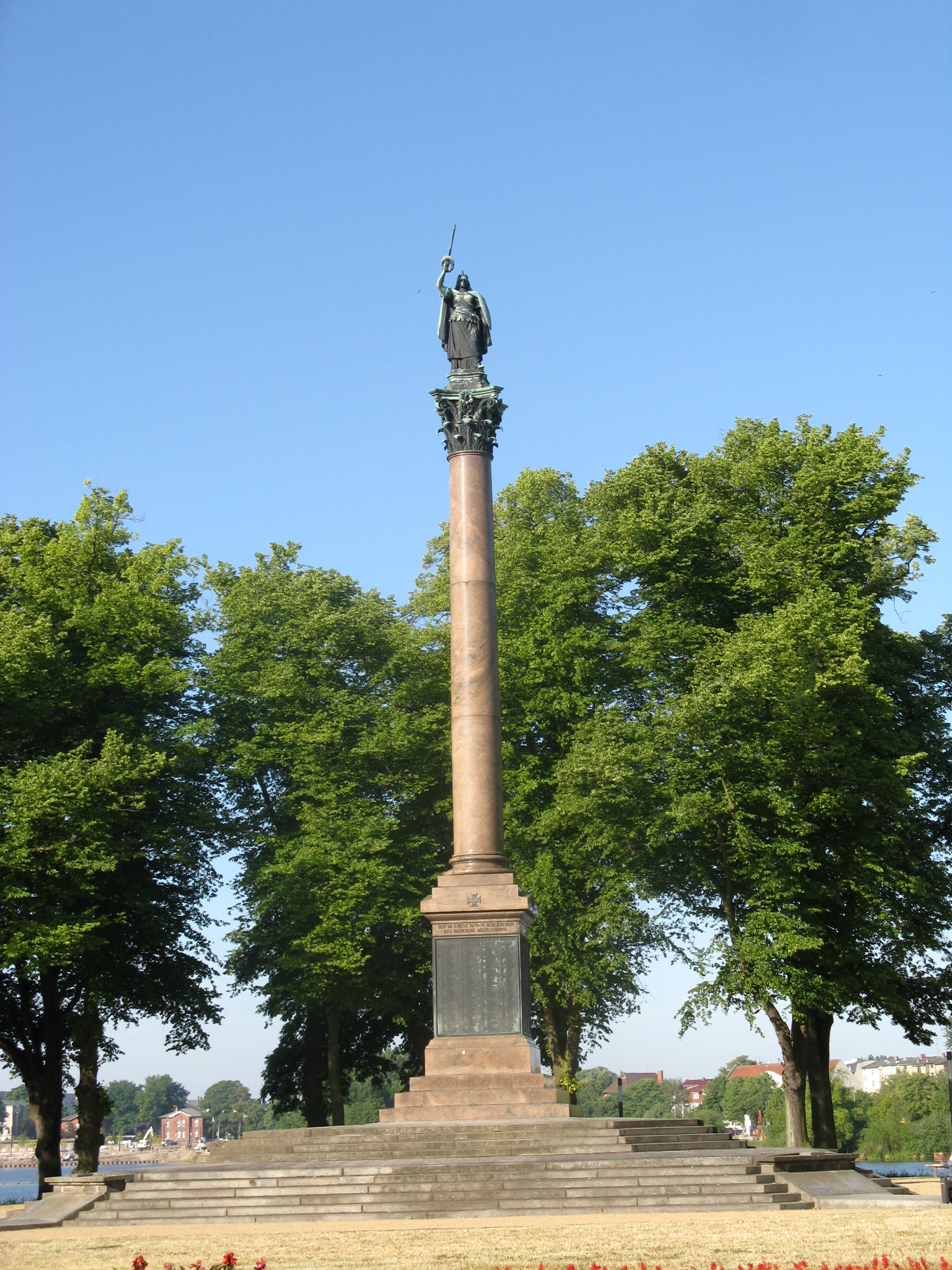
Siegessäule vor der Restaurierung

Nach dem siegreich verlaufenen Krieg von 1870/71 als dessen Ergebnis das (zweite) Deutsche Kaiserreich gegründet worden war, erteilte Großherzog Friedrich Franz II. von Mecklenburg-Schwerin seinem Oberhofbaurat Hermann Willebrand 1872 den Auftrag, Entwürfe für ein Siegesdenkmal zu fertigen. Nach ersten Entwurfszeichnungen Willebrands vom August 1872 wurde im Februar 1873 der Öffentlichkeit ein erstes Modell vorgestellt. Bereits Anfang 1873 fanden erste Arbeiten zur Fundamentierung statt. Der Untergrund machte es erforderlich, dass teilweise Erdreich bis auf eine Tiefe von ca. 4,60 m (16 Fuß) abgetragen werden musste. Um ein quadratisches Mittelfundament läuft in unregelmäßiger achtseitiger Form ein Tonnengewölbe mit einer nach außen gerichteten Ringwand von ca. 1 m Stärke. Daran schließt sich ein weiterer niedriger Gewölbering. Das Ganze ruht auf Feldsteinfundamenten. Eine zunächst geplante Pfahlgründung musste nicht ausgeführt werden. 
Die feierliche Grundsteinlegung durch Großherzog Friedrich Franz II. erfolgte am 2. Dezember 1873 (Tag der Schlacht bei Loigny und Poupry 1870) mit den Worten: „Den Gefallenen zum Gedächtnis. Den Lebenden zur Mahnung.“ Nachdem Ende 1873 letzte Veränderungen der Freitreppenanlage beschlossen waren, konnte nun auch diese errichtet werden. Im Oktober 1874 war die Aufstellung der Siegessäule vollendet. Die feierliche Denkmalweihe fand am 2. Dezember 1874 statt. Eine Abrechnung von 1875 bezifferte die Gesamtkosten auf 114.136,32 Mark. Davon entfielen 72.080,89 M auf das eigentliche Denkmal, 39.055,91 M auf den Unterbau, 1.799,52 M für Sonstiges und 1.200 M für die gärtnerische Gestaltung des Umfeldes.
Ernsthafte Gefahr für die Siegessäule bestand als um 1947 in unmittelbarer Nähe ein Luftschutzbunker gesprengt wurde. Augenzeugen berichteten vom erheblichen Schwanken der Säule, sie blieb jedoch weitgehend unbeschadet. Ein Sanierungsgutachten von 1994 stellte fest, dass die Freiflächen und Podeste erhebliche Schäden aufwiesen, hervorgerufen insbesondere durch den teilweisen Einsturz der darunter liegenden Gewölbe. Es konnten bei der Sanierung jedoch fast alle historischen Granitteile wiederverwendet werden. Vollständig fehlten jedoch bereits seit Jahrzehnten die Kandelaber und die Eisengitter von den Eckpodesten. Ihre zunächst vorgesehene Wiederherstellung ist nicht realisiert worden. Die Säule selbst, die Gedenktafeln und die „Megalopolis“ auf dem Kapitell befinden sich laut Gutachten bis heute in einem guten Zustand. Im Juni 2021 erfolgte eine Restaurierung der Megalopolis mit originalem Farbanstrich.

## Beschreibung

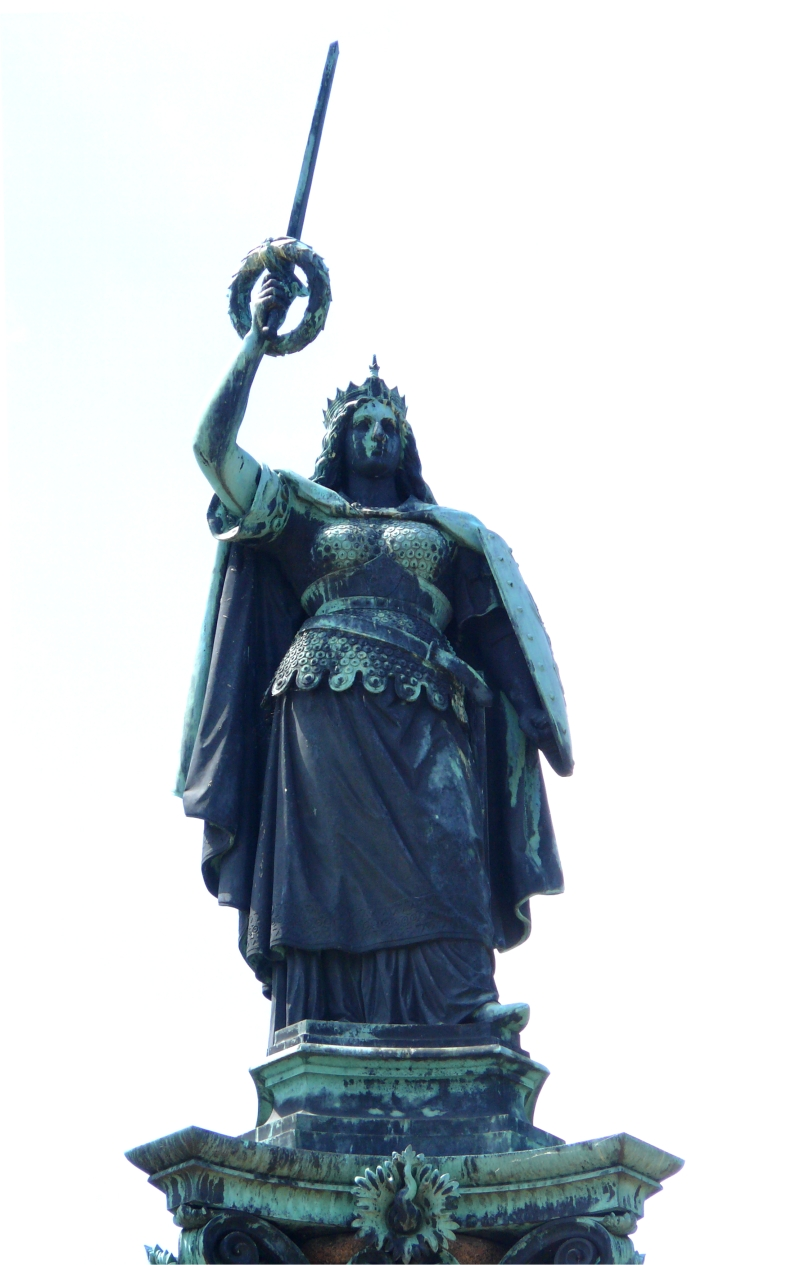
Megalopolis vor der Restaurierung

Die Siegessäule – in ihrer Anlage und den Größenverhältnissen eine Nachbildung der Phokassäule auf dem Forum Romanum in Rom –  hat über Erdboden gemessen bis zur Schwertspitze der Figur eine Gesamthöhe von ca. 23 m. Sechs Stufen führen zu einem Vorplatz, der ursprünglich mit Mosaiken belegt war. An den podestartig angefügten Ecken standen auf kleinen Postamenten zwischen schildhaltenden Greifen gusseiserne Kandelaber, die ursprünglich mit Gas betrieben wurden. Unterhalb der beiden Kandelaber der Schauseite standen bis kurz nach dem Ersten Weltkrieg zwei erbeutete französische Kanonen. Vier Stufen führen zu einem Umgang um die Säule herum. 
Das Material des Unterbaus ist hauptsächlich blaugrauer sächsischer Granit (Fa. C. Sparmann, Dresden). Der quadratische Sockel mit vier bronzenen Schrifttafeln ruht auf drei weiteren Stufen. Die Tafeln tragen die 650 Namen der im Kriege gefallenen, ihren Wunden erlegenen oder an Krankheit gestorbenen Soldaten, dazu die ursprünglich vergoldete Widmungsinschrift „Für die im Kriege 1870/71 Gebliebenen – von ihren dankbaren Mecklenburgern“. Auf dem Sockel steht die aus drei Teilen bestehende Säule. Sockel und Säule sind aus rotem schwedischen Granit gefertigt (Fa. Kessel & Röhl, Berlin). 
Über das obere Ende der Säule ist ein korinthisches Kapitell gestülpt, darauf steht die ca. 2,60 m hohe Figur der „Megalopolis“, eine allegorische Frauengestalt, die das Land Mecklenburg verkörpert. Diese wurde von Bildhauer Gustav Willgohs modelliert. Die mit der Wendischen Krone gekrönte Figur erhebt mit der rechten Hand ein Schwert mit Lorbeerkranz über ihren Kopf. Der linke Arm trägt einen kurzen Spitzschild, auf dem der mecklenburgische Stierkopf mit Halsfell und Krone zu erkennen ist. 
Gekleidet ist sie mit einem über zwei verschieden langen Röcken getragenen Panzerhemd, über die Schultern hängt ein wadenlanger Umhang. Modell für diese Figur soll dem Bildhauer seine Tochter Anna Willgohs gestanden haben. Lange Zeit gab es in Schwerin den Spruch: Dor steiht Anna Willgohs. Der Guss erfolgte in der Kunstgießerei Lauchhammer. Eine ähnliche Staatsallegorie findet sich z. B. in München mit der Bavaria oder in Berlin mit der Berolina.